# Tupaia cuafina
Les tupaies cuafines (Dendrogale) són un gènere de tupaies de la família dels tupàids. Viuen al sud-est asiàtic. El gènere inclou les dues espècies següents:
- Tupaia cuafina de Borneo (Dendrogale melanura)
- Tupaia cuafina indoxinesa (Dendrogale murina)

Aquestes tupaies són les més petites de totes, amb una llargada corporal de 10–15 cm i un pes de 35–55 g.